# Tysklands økonomiske historie
Tysklands økonomiske historie udviser store omskiftelser gennem tiden. Økonomi handler grundlæggende om hvordan et land bruger sine ressourcer på at skabe velstand. I 1800-tallet var Tyskland delt op, og en del af Tyskland hørte til Preussen. Før år 1800 var Tyskland i overvejende grad et landbrugsland, men nogle handelscentre. I det 19. århundrede begyndte der en periode med høj økonomisk vækst og modernisering, anført af den tunge industri. I 1900 havde landet den største økonomi i Europa, en faktor som spillede en stor rolle ved dens deltagelse i 1. Verdenskrig og 2. Verdenskrig. Efter ødelæggelserne under 2. Verdenskrig blev Vesttyskland et økonomisk mirakel i 1950'erne og 1960'erne med hjælp fra Marshallplanen. I dag har Tyskland den største økonomi i EU med et BNP på godt 3.000 mia. €.

## Middelalderen
Middelalderens Tyskland var opdelt i hundreder af indbydes stridende kongeriger, fyrstedømmer, hertugdømmer, bispedømmer og frie stæder. Økonomisk velstand betød ikke geografisk ekspansion, det fordrede samarbejde med nogle, konkurrence med andre og en nøje indbyrdes forståelse mellem fyrster, handel og produktion. Et ønske om at spare var også nedarvet i den tyske befolknings erfaringer med politisk, militær og økonomisk usikkerhed.

### Rigsstæder og andre byer
De tyske stater havde i middelalderen en befolkning på 5-6 millioner. Størstedelen var bønder, typisk fæstebønder under en adelsmand eller et kloster. Byer begyndte at opstå. Fra år 1100 blev nye byer grundlagt omkring kejserlige fæstninger, borge, bispestole og klostre. Byerne begyndte at få stadsrettigheder og privilegier. Adskillige byer, såsom Köln blev frie rigsstæder, som var uafhængige af fyrster og biskopper men direkte underlagt den tyske kejser. Byen blev styret af patriciere (storkøbmænd). Håndværkerne dannede lav, ledet af præcise regler, som forsøgte at få kontrol over byerne. Nogle få var åbne for kvinder. Samfundet var delt op i skarpt afgrænsede klasser: præsterne, lægerne, købmændene, forskellige håndværkerlav. Fattige kunne ikke få fuldt borgerskab. Politiske spændinger opstod på grund af spørgsmål om beskatning, offentlige udgifter, regulering af erhvervene og overvågning af markederne såvel som begrænsninger i erhvervenes uafhængighed.
Kølns placering ved Rhinen gav det en central placering ved skæringen mellem de vigtigste øst-vestlige handelsveje og var grundlag for byens vækst. De økonomiske strukturer i det middelalderlige og moderne Køln var karakteriseret ved byens status som en stor havn og transportcentrum ved Rhinen. Den blev regeret af sit borgerskab.

### Hanseforbundet
Fjernhandelen i Østersøen voksede da de store handelsbyer slog sig sammen i Hanseforbundet under ledelse af Lübeck.
Det var en handelsalliance mellem byer og deres lav, som dominerede handelen i Nordeuropa og blomstrede mellem 1200 og 1500, og fortsatte med mindre betydning herefter. De vigtigste byer var Køln ved Rhinen, Hamborg og Bremen ved Nordsøen og Lübeck ved Østersøen.
Byerne i hanseforbundet havde hver sit juridisje system og en grad af politisk selvstændighed.

## Tidlig moderne tid

### Trediveårskrigen
Trediveårskrigen (1618–1648) var ødelæggende for de tyve millioner civile i Tyskland og satte økonomien i stå i generationer mens hærgende hære brændte og ødelagde det de ikke kunne tage. Kampene var ofte ude af kontrol med hærgende bander af hundreder eller tusinder af sultende soldater som plyndrede, myrdede og spredte sygdomme. De hære, som var under kontrol, rykkede frem og tilbage gennem landet år efter år og brandskattede byerne, tog husdyr og bøndernes høst uden betaling. Det enorme sociale nedbrud gennem tre årtier førte til et dramatisk fald i folketallet som følge af drab, sygdomme, misvækst, faldende fødselsrate og tilfældige ødelæggelser samt fraflytningen af rædselsslagne folk. Et estimat viser et faldt på 34% fra 16 mio. indbyggere i 1618 til 10 mio. i 1650, mens et andet "kun" viser et faldt på 20% fra 20 til 16 mio. Altmark og Württemberg blev særlig hårdt ramt. Det tog generationer inden Tyskland fuldt ud overvandt Trediveårskrigen.
Ifølge John Gagliardo tog det 50 år at overvinde krigen. I starten af 1700'årene havde Tyskland formentlig nået sit folketal fra før krigen (om end dette er omstridt). Herefter var der en periode med stadig om end lav vækst indtil 1740'erne. Herefter kom der en periode med høj, men ikke usædvanlig økonomisk vækst, som især skete i de store stater mod øst (Østrig, Sachsen, Preussen), frem for i de små stater i det centrale og sydlige Tyskland.

### Bønder og livet på landet
Bønderne fortsatte med at have landsbyen som omdrejningspunkt i livet. Her var de en del af et samfund og hjalp med til at styre fællesskabets ressourcer og liv. I Tyskland, og især mod øst var de fæstebønder, som var stavsbundet til et jordlod. I det meste af Tyskland blev landbruget drevet af fæstebønder, som betalte landgilde og udførte hoveri for godsejeren, som typisk var adelsmand. Bøndernes ledere holdt opsyn med marker, grøfter og græsningsrettigheder, opretholdt orden og moral og støttede landsbytinget, som tog sig af mindre lovovertrædelser. Indenfor familien traf patriarken alle beslutninger og forsøgte at arrangere fordelagtige ægteskaber for sine børn. En stor del af landsbyens fælles liv var centreret omkring kirkelige handlinger og helligdage. I Preussen trak bønderne lod om hvem der skulle ind som soldat i hæren. Adelsmændene stod for de eksterne relationer og politik for de landsbyer, de kontrollerede, og var typisk ikke involveret i de daglige aktiviteter og beslutninger.
Fæstevæsenet blev afskaffet mellem 1770-1830. Det startede i det danske Slesvig i 1780. Preussen afskaffede stavnsbåndet med Oktoberediktet i 1807, som forbedrede bøndernes juridiske status og gav dem en chance for - med penge - at købe en del af den jord de dyrkede. De kunne også sælge den jord, som de allerede ejede. Ediktet gjaldt for alle som havde jord over en vis størrelse, og omfattede både kron- og adelsgodser. Bønderne blev befriet for forpligtelsen til at udføre tjenester for jordejeren og årlige naturalieydelser. Der blev oprettet en bank, så jordejeren kunne låne staten penge til at købe jord fra bønderne (bønderne måtte ikke bruge den til at låne penge til at købe jord for før i 1850). Resultatet var, at de store jordejere fik større godser, og mange fæstebønder blev jordløse landarbejdere, eller flyttede til byerne eller Amerika. De andre tyske stater kopierede Preussen efter 1815. I skarp modsætning til den vold, som karakteriserede landreformerne under den franske revolution, skete det fredeligt i Tyskland. I Slesvig spillede bønderne, som var blevet påvirket af oplysningstiden, en aktiv rolle, andre steder var de stort set passive. For de fleste bønder fortsatte vaner og traditioner stort set uændrede, heriblandt de gamle vaner om ærbødighed overfor de adelige, hvis juridiske autoritet fortsat var stor overfor landsbyboerne. Selv om bønderne ikke længere var bundet til jorden som under stavnsbindingen, fortsatte det gamle patriarkalske forhold i Østpreussen til ind i det 20. århundrede.

## Industriel revolution
Indtil 1850 var Tyskland bagefter de førende lande indenfor industrialiseringen, Storbritannien, Frankrig og Belgien, men landet havde betydelige aktiver: en højtkvalificeret arbejdsstyrke, et godt uddannelsessystem, en stærk arbejdsmoral, gode leveforhold og en sund protektionistisk strategi baseret på Zollverein. I midten af århundredet var de tyske stater i færd med at indhente de førende og i 1900 var Tyskland det førende land i verden indenfor industrialisering sammen med Storbritannien og USA. I 1800 var Tysklands sociale struktur dårligt egnet til nogen form for social eller industriel udvikling. Under Napoleonskrigene blev de tyske stater domineret af Frankrig, som var ved at blive moderniseret i revolutionsperioden mellem 1789 og 1815, og der skete vigtige institutionelle reformer i Tyskland, herunder afskaffelse af de feudale begrænsninger på salg af store landejendomme, reduktion af lavenes magt i byerne og indførelsen af en ny, mere effektiv kommerciel lovgivning. Trods det vedblev traditionalismen med at stå stærkt i Tyskland. Frem til århundredets midte havde lavene, landadelen, kirken og embedsapparatet så mange regler, at iværksætteri havde lav status, og ikke fik mange chancer for at udvikle sig.
Fra 1830'erne og 1840'erne reorganiserede Preussen, Sachsen og andre tyske stater landbruget, introducerede sukkerroer, roer og kartofler hvorved de opnåede et større høstudbytte, hvilket førte til en større fødevareproduktion, som gjorde det muligt for overskydende folk på landet at flytte til industriområder. Begyndelsen på den industrielle revolution i Tyskland skete i tekstilindustrien og blev fremmet af at toldbarriererne blev fjernet indenfor Zollverein fra 1834. Der kom rigtig gang i den industrielle revolution med jernbanerevolutionen i 1840'erne, som åbnede nye markeder for lokale produkter, skabte en gruppe af mellemledere, forøgede efterspørgslen efter ingeniører, arkitekter og faglærte maskinister og stimulerede investeringer indenfor kul og jern. De politiske beslutninger vedrørende økonomien i Preussen (og efter 1871 hele Tyskland) blev stort set styret af en koalition af "rug og jern", dvs. godsejerne (junkerne) i øst og den tunge industri i vest.

### Regioner
De Nordtyske stater var for de flestes vedkommende rigere på naturressourcer end de sydlige. De havde store landbrugsområder fra Slesvig-Holsten i vest til Preussen i øst. De havde også kul og jern i Ruhrområdet. Selv om princippet om at ældste søn arver jorden i vid udstrækning blev fulgt i det nordlige Tyskland, voksede store godser og formuer. Det samme gjorde det nære forhold mellem ejerne og det lokale og nationale styre.
De sydtyske stater havde forholdsvis færre naturressourcer og her gik man derfor oftere i gang med mindre virksomheder. De havde heller ingen regler om førstefødselsret, og delte jorden mellem efterkommerne, hvilket fik dem til at blive i deres fødeegn, men ikke sikrede dem et tilstrækkeligt udkomme fra deres små jordlodder. De sydlige tyske stater blev derfor kendetegnet ved hjemmeindustri, håndværk og en mere uafhængig og selvbevidst ånd som var mere uafhængig af magthaverne.

### Kul
De første betydningsfulde miner etableredes i 1750'erne i dalene ved floderne Ruhr, Inde og Wurm hvor kullagene stak op og det var muligt at lave vandrette minegange. I 1782 begyndte Krupp familien af drive virksomhed nær Essen. Efter 1815 drog entreprenører i Ruhrdistriktet, som nu var blevet en del af Preussen fordel af toldunionen (Zollverein) og åbnede nye kulminer og tilhørende jernværker. Nye jernbaner blev bygget af britiske ingeniører omkring 1850. Talrige små industriområder dukkede op med fokus på jernværker, der brugte lokale kul. Jern og stålværker opkøbte typisk miner og byggede koks ovne for at dække deres egne behov for koks og gas. Disse integrerede kul-jern foretagender ("Huettenzechen") blev talrige efter 1854. Efter 1900 blev blandede virksomheder kaldt "koncerner".
Den gennemsnitlige produktion i en mine var i 1850 på omkring 7.700 ton og de beskæftigede omkring 64. I 1900 var den gennemsnitlige mines produktion vokset til 250.000 ton og der var omkring 1.400 medarbejdere. Den samlede produktion af kul i Ruhr voksede fra 1,8 mio. ton i
1850 til 20 mio. ton i 1880, 55 mio. ton i 1900, og 103 mio. ton i 1913 lige inden verdenskrigen. I 1932 var produktionen faldet til 99 mio. ton hvorefter den voksede til 118 mio. ton i 1940. Produktionen toppede i 1957 (med 112 mi. ton), hvorefter den faldt til 71 mio. ton i 1974. I slutningen af 2010 var der fem kulminer tilbage i Tyskland.
Minearbejderne i Ruhr var etnisk delt mellem tyskere og polakker og religiøst mellem protestanter og katolikker. Mobiliteten mellem minelejrene og de omkringliggende industriområder var høj. Minearbejderne var organiseret i forskellige fagforeninger med tilknytning til et politisk parti. Som følge heraf kappedes den socialistiske fagforening, som var knyttet til SPD med katolske og kommunistiske fagforeninger indtil 1933, hvor nationalsocialisterne overtog dem alle. Efter 1945 dukkede socialisterne frem igen.

### Banker og karteller
Tyske banker spillede en central rolle i finansieringen af tysk industri. Forskellige banker dannede karteller i forskellige industrier. Kartelaftaler var accepterede som lovlige og bindende af tyske domstole, selv om de blev anset for ulovlige i Storbritannien og USA.
Processen med karteldannelse begyndte langsomt, men kartelbevægelsen slog igennem efter 1873 i den økonomiske lavkonjunktur, som fulgte efter højkonjunkturen ved kejserrigets oprettelse. Processen begyndte i sværindustrien og spredte sig til andre industrier. I 1900 var der 275 karteller, i 1908 over 500. Efter nogle optællinger kan antallet af karteller have været på flere tusinde på forskellige tidspunkter, men mange tyske virksomheder blev udenfor kartellerne, fordi de ikke kunne lide de begrænsninger som fulgte med medlemskab af et kartel.
Staten spillede en vigtig rolle ved industrialiseringen af det tyske kejserrige, som blev grundlagt af Otto von Bismarck i 1871, i en periode som kaldes den Anden industrielle revolution. Staten støttede ikke kun sværindustrien, men også håndværk og handel fordi den ønskede at opretholde velstanden i alle dele af riget. Selv der hvor centralmagten ikke ydede støtte kom den fra det meget selvstændige regionale og lokale styre, som ville fremme deres lokale industri. Hver stat forsøgte at være så selvforsynende som muligt.
Trods de adskillige op- og nedgange i konjunkturerne, som kendetegnede kejserrigets første årtier, endte kejserriget med at blive yderst velstående. Tyske aristokrater, landejere, bankierer og fabrikanter skabte hvad man kan kalde det første tyske økonomiske mirakel, den kraftige vækst i økonomien ved indgangen til det 20. århundrede hvor banker, industri, købmænd, militæret og monarkiet arbejdede sammen.

### Klasser og velfærdsstaten
Den tyske middelklasse i byerne voksede eksponentielt, men fik aldrig den politiske magt, som den havde i Frankrig, Storbritannien eller USA. Sammenslutningen af tyske kvindeorganisationer (BDF) blev grundlagt i 1894 for at samle udbredelsen af kvindeorganisationer, som var opstået siden 1860'erne. Fra begyndelsen var BDF en borgerlig organisation, dens medlemmer arbejdede for lighed med mænd indenfor områder som uddannelse, økonomiske muligheder og det politiske liv. Kvinder fra arbejderklassen var ikke velkomne. De blev organiseret af socialisterne.
Bismarck byggede videre på en tradition med velfærdsprogrammer i Preussen og Sachsen som stammede tilbage fra 1840'erne. I 1880'erne indførte han alderspensioner, ulykkesforsikring, medicinsk forsorg og arbejdsløshedsforsikring, som dannede grundlaget for den moderne europæiske velfærdsstat. Hans paternalistiske programmer vandt støtte i den tyske industri, fordi dens mål var at vinde arbejderklassens støtte til kejserriget og mindske udvandringen til Amerika, hvor lønningerne var højere, men hvor der ikke fandtes velfærdsydelser. Bismarck vandt yderligere støtte fra industrien og de faglærte arbejdere gennem sin politik med høje toldsatser, som beskyttede lønninger og profitter mod amerikansk konkurrence, selv om det bragte ham i modsætning til de liberale intellektuelle, som ønskede frihandel.

### Jernbaner
Politisk uenighed mellem de 35 tyske stater og en fremherskende konservatisme gjorde det vanskeligt at bygge jernbaner i 1830'erne, men i 1840'erne var der bygget jernbaner mellem de store byer. Hver af tyske stater havde ansvar for jernbanerne indenfor egne grænser. Økonomen Friedrich List opsummerede i 1841 de fordele, som kunne opnås ved etableringen af et jernbanenet:
- Som et middel til nationalt forsvar muliggør det koncentration, spredning og retning for hæren.
- Det er et middel til forbedring af nationens kultur. Den bringer talent, viden og færdigheder af enhver slags ud på markedet.
- Det sikrer samfundet med dyrtid og hunger og mod overdrevne udsving i priserne på livsfornødenheder.
- Det fremmer en nationalfølelse, da det har en tendens til at ødelægge den spidsborgerlige ånd, som stammer fra isolation og provinsielle fordomme og forfængelighed. I binder nationer sammen og fremmer udveksling af mad og varer, så det kommer til at føles som en enhed. Jernsporene bliver til et nervesystem, som på den ene hånd styrker den offentlige mening og på den anden styrker statens magt indenfor retsvæsen og forvaltning.[26]

Da tyskerne i starten manglede en teknologisk base, importerede de ingeniører og udstyr fra Storbritannien, men de lærte hurtigt de færdigheder, som var nødvendige for at drive og udvide jernbanerne. I mange byer blev de nye jernbaneværksteder centre for teknologisk viden og oplæring så Tyskland fra 1850 selv kunne opfylde behovet for jernbanebyggeri og jernbanerne blev en vigtig kilde til vækst i den nye stålindustri. Iagttagere mente, at selv så sent som i 1890'erne var deres ingeniørkunst briternes underlegen, men den tyske samling i 1870 stimulerede konsolidering og nationalisering i statsejede selskaber, og yderligere hurtig vækst. I modsætning til situationen i Frankrig var målet at støtte industrialiseringen og derfor blev Ruhr og andre industriområder forbundet med et fintmasket net af jernbaner som også skabte gode forbindelser til de store havne i Hamborg og Bremen. I 1880 havde Tyskland 9.400 lokomotiver, som hver årligt befordrede 43.000 passagerer eller 30.000 ton fragt, hvilket bragte dem foran Frankrig.

### Landbrug
Perkins (1981) hævder, at vigtigere end Bismarck's nye told på importeret korn var indførelsen af sukkerroen som en primær afgrøde. Landmænd opgav snart deres traditionelle og ineffektive metoder at dyrke jorden på til fordel for nye moderne metoder, såsom brug af kunstgødning og nye redskaber. Den viden og de redskaber, som blev opnået med den intensive dyrkning af sukkerroer og andre rodafgrøder gjorde det tyske landbrug til det mest effektive i Europa i 1914. Alligevel var gårdene små, og kvinderne udførte meget af markarbejdet. En ikke ventet konsekvens var den stigende afhængighed af løsarbejdere, især fra udlandet.

### Kemikalier
Den tyske økonomi fortsatte med at industrialisere og urbanisere og tung industri (især kul og stål) blev betydningsfuld i Ruhr. Fremstillingsvirksomhed voksede i byerne, i Ruhr og i Schlesien. Med basis i sin førende stilling indenfor kemisk forskning på universiteterne og i industrielle laboratorier blev Tyskland verdens førende nation indenfor kemisk industri i slutningen af det 19. århundrede. Store virksomheder, såsom BASF og Bayer, førte an med produktion og distribution af kunstige farvestoffer og lægemidler i den wilhelminske periode, hvilket medførte at Tyskland fik en markedsandel på 90% indenfor verdenshandelen med kemiske stoffer i 1914.

### Stål
Tyskland blev Europas førende stålproducent i slutningen af det 19. århundrede, i høj grad takket være toldbeskyttelsen og karteldannelsen, som beskyttede mod konkurrence fra amerikanske og britiske producenter. Den førende producent var "Friedrich Krupp AG Hoesch-Krupp", som blev ledet af Krupp familien Den tyske stålsammenslutning blev grundlagt i 1874.

## 20. århundrede
Fusionen af fire store virksomheder til Vereinigte Stahlwerke i 1926 var inspireret af det amerikanske U.S. Steel. Målet var at nå ud over de begrænsninger som det gamle kartelsystem havde rummet ved at indføre fremskridt samtidig indenfor en enkelt virksomhed. Det nye selskab lagde vægt på rationalisering af ledelsesstruktur og teknologi. Den benyttede en divisionsstruktur og målte resultater i forhold til forrentning af investering (ROI).
I 1913 dominerede amerikanske og tyske virksomheder verdensmarkedet for stål, mens Storbritannien var faldet ned på en tredjeplads.
Indenfor maskiner, jern og stål og andre industrier undgik tyske virksomheder hård konkurrence og satsede i stedet på brancheforeninger. Tyskland var en ledende industrination på grund af den fremherskende "korporatistiske mentalitet", dens stærke bureaukratiske tradition og tilskyndelserne fra staten. Brancheforeningerne regulerede konkurrencen og tillod små virksomheder at operere i skyggen af langt større virksomheder.

### Første Verdenskrig
Tyskland blev ganske uventet styrtet ud i 1. Verdenskrig (1914–1918). Det mobiliserede hurtigt den civile økonomi i krigsindsatsen. Økonomien led under den britiske blokade, som afskar landet fra import.

### Weimarrepublikken
Den britiske økonom John Maynard Keynes kritiserede Versaillestraktaten for at ødelægge velstanden i Tyskland og verden. I sin bog The Economic Consequences of the Peace. skrev Keynes, at traktaten var en "karthagisk fred", et misforstået forsøg på at ødelægge Tyskland på vegne af fransk revanchisme, frem for at følge de mere rimelige principper for en varig fred, som præsident Woodrow Wilson havde fremlagt i sine fjorten punkter, som Tyskland havde accepteret ved våbenstilstanden. Keynes hævdede, at de beløb, som blev forlangt af Tyskland som krigsskadeserstatninger langt oversteg hvad Tyskland kunne betale og at de ville frembringe en drastisk ustabilitet. Den franske økonom Étienne Mantoux imødegik denne analyse i The Carthaginian Peace, or the Economic Consequences of Mr. Keynes (1946). Nyere økonomer har hævdet, at den begrænsning, som Tyskland blev pålagt med hensyn til størrelsen af Reichswehr sparede landet for så store summer, at det havde råd til at betale krigsskadeserstatningerne.
I virkeligheden blev de samlede tyske krigsskadebetalinger langt mindre end nogen ventede. De samlede betalinger blev på 20 mia. tyske guldmark, hvilket svarede til omkring 5 mia. amerikanske doller eller 1 mia. britiske pund. De tyske betalinger ophørte i 1931.
Krigen og Versaillestraktaten blev fulgt af Hyperinflation i begyndelsen af 1920'erne som skabte kaos i Tysklands sociale struktur og politiske stabilitet. Under denne inflation faldt kursen på landets valuta fra 8,9 mark for en amerikansk dollar i 1918 til 4.200 mia. mark for en dollar i november 1923. Den tyske økonomi oplevede en velstandsperiode i 1923-1929, støttet af store banklån fra New York.
Depressionen ramte Tyskland hårdt fra slutningen af 1929. Der var ingen nye amerikanske lån at få. Arbejdsløsheden steg dramatisk, især i storbyerne, hvilket tilskyndede til vold og ekstremisme på den yderste højre- og venstrefløj, da den politiske midte blev svækket. Tyskland havde betalt omkring en ottendedel af sine krigsskadeserstatninger, da betalingerne blev suspenderet på Lausannekonferencen i 1932. De store tyske og østrigske bankers sammenbrud i 1931 forværrede den verdensomspændende bankkrise.

## Nationalsocialistisk økonomi
I den nationalsocialistiske periode (1933–45) udviklede økonomien en drivhus-velstand, støttet af høje subsidier til de sektorer, som havde betydning for opbygningen af Tysklands militære magt og gøre landet uafhængigt af resten af verden. Under selve krigen blev den tyske økonomi holdt oppe af at de besatte områder og folk blev udnyttet.
Da krigen var tabt gik landet ind i en periode, som blev kendt som Stunde Null ("Klokken nul"), hvor Tyskland lå i ruiner og samfundet måtte genopbygges af ingenting.

## Efterkrigstiden
De første år efter 2. verdenskrig var præget af bitter armod for tyskerne. Syv millioner tvangsarbejder rejste hjem, men omkring 14 millioner tyskere flygtede fra områderne i øst, som nu blev en del af Polen eller Sovjetunionen, og levede i mange år i dystre lejre.
Det tog næsten ti år inden de tyske krigsfanger vendte hjem fra Rusland. I vest faldt landbrugsproduktionen, fødevareforsyningerne fra det østlige Tyskland, som nu var under sovjetisk kontrol, blev afbrudt og fødevarestrømmen fra de tidligere besatte lande stoppede. Levestandarden faldt til et niveau, som ikke var set i 100 år, og der var altid mangel på fødevarer. Høj inflation betød at pengene mistede 99% af deres værdig, mens det sorte marked forvred økonomien. I øst knuste Sovjetunionen enhver uenighed på indførte en ny politistat, som ofte anvendte tidligere nazister i det frygtede Stasi. Sovjetunionen konfiskerede omkring 23% af det østtyske bruttonationalprodukt til reparationsbetalinger, mens reparationsbetalingerne i vest kun havde beskeden betydning.
Den mand som udnyttede Tysklands muligheder i efterkrigstiden fuldt ud var Ludwig Erhard, som var fast besluttet på at opbygge en ny og anderledes tysk økonomi. Han fik chancen af de amerikanske embedsmænd, som opdagede ham mens han arbejdede i Nürnberg og indså at mange af hans ideer stemte overens med deres egne. Erhard afskaffede den tyske valuta Reichsmark og indførte en ny valuta, Deutsche Mark, den 21. juni 1948, med accept fra de Vestallierede, men benyttede også lejligheden til at afskaffe de fleste love og regler fra nazitiden og den efterfølgende besættelse. Det skabte grundlaget for den vesttyske økonomi og Forbundsrepublikken Tyskland.

### Produktiviteten vokser
Efter 1950 overhalede Vesttyskland Storbritannien når man sammenlignede produktiviteten i økonomien som helhed, primært som følge af trends indenfor serviceerhverv frem for industri. Marshallplanen blev ivrigt brugt i Tyskland som en vej til at modernisere forretningsmetoder og anvende bedste praksis, mens disse ændringer stødte på modstand i Storbritannien. Storbritanniens historiske forspring i produktivitet i servicesektoren skyldtes stordriftsfordele i en højt urbaniseret, internationalt orienteret økonomi. På den anden side skyldtes den lave produktivitet i Tyskland underanvendelse af services generelt, især i landlige områder, som udgjorde en langt større andel. Da beskæftigelsen i det tyske landbrug faldt drastisk efter 1950 på grund af mekanisering, voksede produktiviteten indenfor serviceerhvervene. Denne proces blev understøttet af en kraftig vækst i opbygningen af human og fysisk kapital, en vækstvenlig statslig politik og den effektive udnyttelse af uddannelsessystemet til at skabe en mere produktiv arbejdsstyrke.

## Social markedsøkonomi
Tyskerne kaldte deres økonomiske model for social markedsøkonomi (soziale Marktwirtschaft), for at understrege, at den model som var skabt efter 2. Verdenskrig både havde en materiel og en social - eller menneskelig - dimension. De understregede vigtigheden af begrevet "marked", for på grund af erfaringerne fra den nationalsocialistiske periode ønskede de en økonomi, som var fri for statslig intervention og dominans. Statens eneste rolle i den nye vesttyske økonomi bestod i at beskytte konkurrencen mod monopolistisk eller oligopolistiske tendenser - inklusiv dens egen. Begrebet social blev understreget fordi Vesttyskland ønskede en økonomi, som ikke kun var til fordel for de rige, men også tog hånd om arbejderne og andre, som måske ikke kunne klare de hårde konkurrencevilkår i en markedsøkonomi. Begrebet social blev valgt frem for socialistisk for at afgrænse deres system fra de hvor staten hævdede at have ret til at styre økonomien eller gribe ind i den.
Udover disse principper for den sociale markedsøkonomi, men tilknyttet den, ligger et mere traditionelt tysk begreb "ordnung", som måske bedst oversættes med ordnet, dvs. en økonomi, et samfund og en politik som er struktureret, men ikke diktatorisk. Grundlæggerne af den sociale markedsøkonomi insisterede på at "Denken in Ordnungen" — at tænke i ordnede systemer - var essentielt. De talte også om Ordoliberalisme fordi kernen i begrebet er, at dette skal være en frit valgt orden, ikke en beordret orden.
Over tid begyndte begrebet "social" i den sociale markedsøkonomi at få sit eget liv. Den ændrede den vesttyske økonomi i retning af omfattende velfærdssystemer, som er blevet nogle af de dyreste i verden. Hertil kom, at den tyske føderationsregering og de tyske lande begyndte at kompensere for konjunkturudsving og ændringer i verdensproduktionen ved at begynde at beskytte nogle sektorer og industrier. Men en endnu større afvigelse fra Erhard traditionen, blev staten et instrument til bevarelse af eksisterende industrier frem for at være en fornyende kraft. I 1970'erne påtog staten sig en stadig større rolle i økonomien. I 1980'erne forsøgte forbundskansler Helmut Kohl at mindske statens rollen, og det lykkedes ham delvist; men den tyske genforening tvang den tyske stat til at påtage sig en større rolle i økonomien. Modsætningen mellem begreberne social og marked er således vedblevet med at være et debatemne i Tyskland.
Givet at der er en indre modsætning i dens filosofi er den tyske økonomi både konservativ og dynamisk. Den er konservativ på den måde, at den til dels bygger på den tyske tradition, som tildeler staten en vis rolle i økonomien og en forsigtig holdning overfor investeringer og risiko. Den er dynamisk på den måde, at den er rettet mod vækst, selv hvis denne vækst kan være langsom og støt frem for spektakuklr. Den forsøger at kombinere dyderne ved et markedssystem med dyderne i et velfærdssystem.

## Wirtschaftswunder og senere
De økonomiske reformer og det nye vesttyske system fik kraftig støtte udefra: investeringsmidler fra det europæiske genopbygningsprogram - Marshallplanen, stimuleringen af tysk industri som følge af øget efterspørgsel på grund af Koreakrigen og den tyske parathed til at arbejde hårdt for lave lønninger indtil produktiviteten var vokset. Men den vigtigste årsag til successen var den nye optimisme, som Erharts reformer og den nye valuta havde skabt.
Det vesttyske opsving, som begyndte i 1950 var bestemt imponerende. Væksten i industriproduktionen var på 25% i 1950 aog 18,1% i 1951. Væksten fortsatte på et højt niveau i det meste af 1950'erne, trods opbremsninger undervejs. I 1960 var industriproduktionen vokset til 2½ gange niveauet for 1950 langt udover noget nationalsocialisterne havde nået i 1930'erne for hele Tyskland. Bruttonationalproduktet voksede med 2/3 i samme årti. Antallet af personer i beskæftigelse voksede fra 13,8 mio. i 1950 til 19,8 mio. i 1960 og arbejdsløshedsraten faldt fra 10,3% til 1,2%.
Arbejderne havde også fordel af fremgangen. Selv om lånkravene og lønstigningerne var begrænsede i starten, voksede lønningerne med over 80% mellem 1949 og 1955 og hentede ind på væksten. Vesttyske socialprogrammer fik et betydeligt løft i 1957, lige inden valget til Forbundsdagen, da regeringen besluttede at indføre en række sociale tiltag og udvide andre.
I 1957 fik Vesttyskland en ny centralbank, Deutsche Bundesbank, som efterfulgte Bank deutscher Länder og fik langt større magt over pengepolitikken. Samme år blev Bundeskartellamt grundlagt. Det havde til formål at forhindre etablering af monopoler og karteller. Seks år senere, i 1963, grundlagde Bundestag, det tyske 2. kammer, efter indtrængende opfordring fra Erhard et tysk økonomisk råd, som (i lighed med det danske) skulle levere objektive vurderinger som basis for Tysklands økonomiske politik.
Den vesttyske økonomi voksede ikke så hurtigt og stabilt i 1960'erne som den havde i 1950'erne, til dels fordi en sådan udvikling ikke kunne fastholdes, til dels fordi forsyningen med ny arbejdskraft fra Østtyskland blev stoppet med bygningen af Berlinmuren i 1961 og til dels fordi Bundesbank blev bange for en mulig overophedning af økonomien og flere gange greb ind for at reducere væksten. Erhard, som havde efterfulgt Konrad Adenauer som forbundskansler kom i mindretal ved valget i 1966, fortrinsvis - men ikke udelukkende - på grund af landets økonomiske problemer. Han blev efterfulgt af koalition mellem CDU/CSU og SPD under Kurt Georg Kiesinger fra CDU.
Under pres fra det økonomiske tilbageslag opgav den nye tyske regering Erhards brede laissez-faire orientering. Den nye økonomiminister Karl Schiller gik stærkt ind for lovgivning, som ville give den føderale regering og hans ministerium større muligheder for at påvirke økonomien. I 1967 vedtog Bundestag loven om at fremme stabilitet og vækst, som også er kendt som Magna Carta for konjunkturstyring. Loven, som stadig er i kraft, blev aldrig brugt så energisk, som mens Schiller var minister, og gav mulighed for at koordinere de forbundsmyndighedernes, landenes og de lokale budgetter med henblik på at give finanspolitikken større styrke. Loven opstillede også en række optimistiske mål for de fire grundlæggende standarder, som den vesttyske økonomiske succes efterfølgende skulle måles: valutastabilitet, økonomisk vækst, beskæftigelsesniveau og handelsbalance. Disse standarder blev populært kendt som den magiske firkant (magisches Viereck).
Schiller fulgte en anden rettesnor end Erhard. Han var en af de få tyske keynesianere, og han havde den urokkelige holdning, at staten både havde pligt og evne til at skabe økonomiske trends og udjævne og efterhånden fjerne konjunkturudsving. Schillers udvalgte formel var Globalsteuerung, eller global styring, en proces hvorved staten ikke greb ind i detaljerne i økonomien, men etablerede brede retningslinjer, som ville skabe en ubrudt vækst uden inflation.
Schillers succes i den store koalition bidrog til at give SPD magten ved valget i 1969 og gav Willy Brandt en chance for at danne en ny regering sammen med det liberale FDP. Den nye koalition udvidede det vesttyske velfærdssystem og udvidede omfanget af og omkostningerne til sociallovgivningen. De sociale bevillinger steg med over 10% om året i 1970'erne og lagde en stadig forpligtelse ind i budgetterne, som mindskede den finansielle fleksibilitet (selv om Schiller og andre keynesianere mente, at det ville have en dæmpende effekt på konjunkturudsvingene). Det kom efterfølgende til at ride Schiller og den tyske regering som en mare sidenhen. Schiller selv måtte træde tilbage i 1972 da både den vesttyske og verdensøkonomien var på vej i krise, og hvor alle hans ideer ikke lod til at kunne genoplive den vesttyske højkonjunktur. Willy Brandt selv trådte tilbage to år senere.
Helmut Schmidt, Brandts efterfølger var meget interesseret i økonomi, men stod også overfor store problemer, herunder den dramatiske oliekrise i 1973-74. Vesttysklands BNP faldt i 1975 med 1,4% i faste priser. Det var første gang siden grundlæggelsen af Vesttyskland, at det var faldet så meget. Den vesttyske udenrigshandel faldt også, da den globale efterspørgsel faldt og da international handel blev fordyret af de stigende oliepriser.
I 1976 var det værste overstået. Der kom igen vækst i den vesttyske økonomi og inflationsraten begyndte at falde. Selv om ingen af dem nåede de favorable niveauer, som var blevet taget for givet i 1950'erne og begyndelsen af 1960'erne blev de accepteret som tålelige efter turbolensen i de foregående år. Schmidt begyndte at blive kendt som en Macher, en der får tingene til at ske, og regeringen blev genvalgt i 1976. Schmidts succes førte ham og hans parti til at hævde, at de havde bygget Modell Deutschland (den tyske model.
Men økonomien kom igen i krise, og trods forsøg på at stimulere væksten ved hjælp af offentlige underskud, lykkedes det ikke at opnå en hurtig genoplivning. Det var først i midten af 1978, at det lykkedes for Schmidt og Bundesbank at bringe økonomien i balance. Herefter fortsatte økonomien med at bokse gennem 1979 og en stor del af 1980, hvilket hjalp Schmidt til genvalg i 1980. Men opsvinget viste sig ujævnt og utilfredsstillende, da problemerne fra midten af 1970'erne snart vendte tilbage. I starten af 1981 stod Schmidt overfor den værst mulige situation: væksten faldt og arbejdsløsheden voksede uden at inflationen faldt.
I efteråret 1982 brød Helmut Schmidts koalitionsregering sammen da FDP trak sig ud for i stedet at danne en koalition under ledelse af Helmut Kohl, lederen af CDU/CSU. Han indledte et skifte i den økonomiske politik. Regeringen gik i gang med at reducere statens rolle i økonomien og i løbet af et år vandt han ved valget folkets støtte til den nye kurs.
Den nye regering havde flere hovedmål: at mindske statens underskud ved at skære ned på såvel udgifter som skatter, mindske de statslige restriktioner og reguleringer og forbedre fleksibiliteten og præstationerne på arbejdsmarkedet. Regeringen gennemførte også en række privatiseringer, hvor den solgte aktier for næsten 10 mia. DM i så forskellige institutioner som VEBA, VIAG, Volkswagen, Lufthansa og Salzgitter. Ved disse skridt mindskedes statens rolle i den vesttyske økonomi fra 52% til 46% i årene fra 1982 til 1990, ifølge Bundesbanks statistikker.
Selv om regeringens politik ændrede stemningen i den vesttyske økonomi og genskabte en grad af tillid kom fremskridt ujævnt og tøvende. I løbet af det meste af 1980'erne blev væksttallene gradvis bedre og inflationen faldt langsomt, mens arbejdsløsheden næsten forblev uændret. Der var ikke større vækst i beskæftigelsen før i slutningen af årtiet. Da tallene begyndte at ændre sig var det imidlertid i den rigtige retning.
Det var imidlertid også sandt, at den tyske vækst ikke igen nåede det niveau, den havde ligget på i Forbundsrepublikkens tidlige år. Der havde været et fald i vækstraten siden 1950'erne, en vækst i arbejdsløsheden siden 1960'erne og en gradvis vækst i inflationen - bortset fra under eller efter en alvorlig konjunkturnedgang.
Globale økonomiske statistikker viste også en nedgang i vesttysk produktion og vitalitet. De viste at Vesttysklands andel af den samlede verdensproduktion var bokset fra 6,6% i 1965 til 7,9% i 1975. Told år senere i 1987 var den imidlertid faldet til 7,4%, fortrinsvis på grund af den højere vækst i Japan og andre asiatiske lande. Selv hvis man lægger det beregnede BNP for DDR oven i tallet ville hele Tysklands andel ikke have været over 8,2% i 1989 og ville ikke have levnet hele Tyskland med en større andel af verdensproduktionen end Vesttyskland alene havde haft 15 år tidligere.
Det var først i slutningen af 1980'erne at Vesttysklands økonomi begyndte at vokse hurtigere. Vækstraten for det vesttyske BNP voksede til 3,7% i 1988 og 3,6% i 1989, det højeste niveau i hele årtiet. Arbejdsløsheden faldt til 7,6% i 1989, på trods af en indstrømning af arbejdere fra udlandet. Resultaterne fra slutningen af 1980'erne syntes således at retfærdiggøre den vesttyske forsyningsside-revolution. Skattelettelser havde ført til en større vitalitet og indtægter. Selv om den samlede offentlige gæld var nået op over 1.000 mia. DM, voksede den offentlige sektor langsommere end tidligere.
Året 1989 var det sidste år hvor den vesttyske økonomi var en særskilt størrelse. Fra 1990 begyndte de positive og negative konsekvenser af Tysklands genforening at kunne mærkes, og den vesttyske økonomi begyndte at omorientere sig i forhold til den økonomiske og politiske union med det tidligere DDR. Økonomien ændrede sig gradvist og massivt fra dens primært vesteuropæiske og globale orientering mod en stadig mere intensiv fokus på de krav og muligheder som genforeningen skabte.

## Tysklands genforening og tiden herefter
Tyskland investerede over 2.000 mia. DM i genopbygningen af det tidligere DDR, hjalp de nye lande til at omstille sig til en markedsøkonomi og rydde op efter årtiers forurening. Resultaterne har været blandede, med fortsat langsom økonomisk udvikling i øst, i skarp kontrast til den høje økonomiske vækst i såvel det sydlige som vestlige Tyskland. Arbejdsløsheden er meget højere i øst, ofte over 15%. Økonomerne Snower og Merkl (2006) foreslår at maløren blev forlænget af al den sociale og økonomiske hjælp, som kom fra den tyske regering, og peger især på kollektive overenskomster, høj arbejdsløshedsunderstøttelse og velfærdsydelser samt høj jobsikkerhed.
De gamle industriområder i Rhinlandet og Nordtyskland haltede også bagefter i takt med at kul og stål industrierne mistede betydning. Den økonomiske politik var stærkt orienteret mod verdensmarkedet og eksportsektoren fortsatte med at stå stærkt.

## Yderligere læsning
- Berghahn, Volker Rolf. Modern Germany: society, economy, and politics in the twentieth century (1987) ACLS E-book
- Berghahn, Volker R. American Big Business in Britain and Germany: A Comparative History of Two "Special Relationships" in the Twentieth Century (Princeton University Press, 2014) xii, 375 pp.
- Böhme, Helmut.  An Introduction to the Social and Economic History of Germany: Politics and Economic Change in the Nineteenth and Twentieth Centuries(1978)
- Buse, Dieter K. ed. Modern Germany: An Encyclopedia of History, People, and Culture 1871-1990 (2 vol 1998)
- Clapham, J. H. The Economic Development of France and Germany 1815-1914 (1936)
- Clark, Christopher. Iron Kingdom: The Rise and Downfall of Prussia, 1600-1947 (2006)
- Detwiler, Donald S. Germany: A Short History (3rd ed. 1999) 341pp; online edition
- Fairbairn, Brett, "Economic and Social Developments", in James Retallack, Imperial Germany 1871-1918 (2010)
- Haber, Ludwig. The Chemical Industry During the Nineteenth Century: A Study of the Economic Aspect of Applied Chemistry in Europe and North America (1958); The Chemical Industry: 1900-1930 : International Growth and Technological Change (1971)
- Holborn, Hajo. A History of Modern Germany (3 vol 1959-64); vol 1: The Reformation; vol 2: 1648-1840; vol 3. 1840-1945
- James, Harold. Krupp: A History of the Legendary German Firm. Princeton, NJ: Princeton University Press, 2012. ISBN 9780691153407.
- Lee, W. R. (ed.), German Industry and German Industrialisation (1991)
- Meskill, David. Optimizing the German Workforce: Labor Administration From Bismarck to the Economic Miracle (Berghahn Books; 2010) 276 pages; studies continuities in German governments' efforts to created a skilled labor force across the disparate imperial, Weimar, Nazi, and postwar regimes.
- Milward, Alan S. and S. B. Saul. The Development of the Economies of Continental Europe: 1850-1914 (1977) pp 17–70
- Milward, Alan S. and S. B. Saul. The Economic Development of Continental Europe 1780-1870 (1973)
- Overy, R. J. The Nazi Economic Recovery 1932-1938 (1996) excerpt and text search
- Overy, R. J. War and Economy in the Third Reich (1994)
- Perkins, J. A. "Dualism in German Agrarian Historiography, Comparative Studies in Society & History, Apr 1986, Vol. 28 Issue 2, pp 287–330, compares large landholdings in the territories east of the Elbe river, and the West-Elbian small-scale agriculture.
- Pierenkemper, T., and R. Tilly, The German Economy during the Nineteenth Century (2004)
- Sagarra, Eda. A Social History of Germany: 1648-1914 (1977)
- Stern, Fritz.  Gold and Iron: Bismark, Bleichroder, and the Building of the German Empire (1979) in-depth scholarly study from viewpoint of Bismarck's banker excerpt and text search
- Tipton, Frank B. "The National Consensus in German Economic History," Central European History (1974) 7#3 pp. 195–224 in JSTOR
- Tooze, Adam. The Wages of Destruction: The Making and Breaking of the Nazi Economy. London: Allen Lane, 2006. ISBN 0-7139-9566-1.
- Skabelon:Loc Germany